# Marquesado de la Esperanza
El marquesado de la Esperanza es un título nobiliario español creado el 12 de febrero de 1869 por el Gobierno Provisional en favor de José Ramón Fernández Martínez, hacendado, comerciante, empresario y político de Puerto Rico.

## Marqueses de la Esperanza
|                                                   | Titular                                           | Periodo                                           |
| Creación por el Gobierno Provisional de 1868-1871 | Creación por el Gobierno Provisional de 1868-1871 | Creación por el Gobierno Provisional de 1868-1871 |
| ------------------------------------------------- | ------------------------------------------------- | ------------------------------------------------- |
| I                                                 | José Ramon Fernández Martínez                     | 1869-1883                                         |
| Rehabilitación por Alfonso XIII                   |                                                   |                                                   |
| II                                                | Alberto de Elzaburu y Fernández                   | 1924-1974                                         |
| III                                               | Alberto de Elzaburu Márquez                       | 1976-2015                                         |
| IV                                                | Begoña de Elzaburu y Pérez de Guzmán              | desde 2015                                        |

## Historia del marquesado de la Esperanza
El título de «marqués de la Esperanza» fue creado por Real Despacho de 2 de febrero de 1869 y  Real Decreto de 13 del mismo mes y año por el Gobierno Provisional resultado de la Revolución de 1868, en favor de José Ramon Fernández Martínez, criollo nacido el 22 de diciembre de 1804 en San Juan, la capital de la isla española de Puerto Rico. El título hace referencia a la Hacienda la Esperanza, plantación de caña de azúcar establecida hacia 1830 por Fernando Fernández, el padre de José Ramón, en terrenos cedidos por la Corona en el municipio portoriqueño de Manatí.
Al fallecer  José Ramon Fernández Martínez en 1883, Alfonso XII mandó expedir Real Cédula de sucesión en favor de María Teresa Fernández y Dorado, hija mayor del matrimonio de  José Ramón con Clemencia Dorado y Serrano, criolla de padres peninsulares, extremeño y manchega respectivamente. Al no abonar María Teresa Fernández el impuesto sobre transmisión te títulos nobiliarios, se publicó la vacante del título de marqués de la Esperanza el 31 de agosto de 1884 por primera vez y el 15 de marzo de 1885 por segunda.
En 1923, Alberto de Elzaburu y Fernández Vizcarrondo, biznieto del hermano del primer marqués de la Esperanza, Manuel Fernández Martínez, solicitó la rehabilitación del título, que fue rehabilitado por Alfonso XIII por Real Decreto de 15 de abril de 1924.
A Alberto de Elzaburu y Fernández lo sucedió en el título de marqués de la Esperanza su hijo Alberto de Elzaburu Márquez. En 2015, se revocó la Orden por la que Alberto de Elzaburu sucedió a su padre en el título y se canceló la Real Carta de sucesión correspondiente, en ejecución de sentencia dictada por el Juzgado de Primera Instancia n.º 44 de Madrid, expidiendo Real Carta de Sucesión a favor de Begoña de Elzaburu y Pérez de Guzmán, hija de Fernando de Elzaburu Márquez, primogénito del segundo marqués de la Esperanza. 